# Archivum Immunologiae et Therapiae Experimentalis
| Rok  | Wskaźnik cytowań |
| ---- | ---------------- |
| 1980 | 0,258            |
| 1985 | 0,220            |
| 1988 | 0,104            |
| 2001 | 0,587            |
| 2005 | 1,000            |
| 2010 | 2,385            |
| 2019 | 3,200            |

Archivum Immunologiae et Therapiae Experminetalis (AITE) – recenzowane, angielskojęzyczne czasopismo naukowe (dwumiesięcznik) o zasięgu międzynarodowym. Jest wydawane przez Instytut Immunologii i Terapii Doświadczalnej im. Ludwika Hirszfelda PAN we Wrocławiu. Publikuje artykuły oryginalne, przeglądowe i krótkie doniesienia dotyczące immunologii doświadczalnej i klinicznej, terapii doświadczalnej oraz pokrewnych dziedzin nauk medycznych.

## Historia
Czasopismo zostało założone w 1953 r. przez prof. Ludwika Hirszfelda, początkowo w języku polskim, od roku 1961 wyłącznie w języku angielskim. Od 2020 r. publikowane jest wyłącznie w formie elektronicznej.
Oficynami wydawniczymi były: PWN Warszawa (1953–1955), PZWL Warszawa (1956–1977), Ossolineum Wrocław (1978–2003), Medical Science International Warszawa (2004–2005), Birkhauser Basel (2006–2010), od roku 2011 Springer Nature Switzerland AG. Redaktorami naczelnymi byli: Henryk Makower (1953–1955), Stefan Ślopek (1956–1987), Jerzy Giełdanowski (1988–1991), Anna Dubowska-Inglot (1991–1998), od roku 1999 Andrzej Górski.

## Cytowania
AITE znalazła się na „liście filadelfijskiej” (JCR, Journal of Citation Reports) czasopism w 1977 r. (wówczas w zestawieniu Current Contents/Life Sciences), jednak jej wskaźnik cytowań (IF, impact factor) oscylował w latach 80. w granicach 0,1–0,25, co doprowadziło do usunięcia tego czasopisma z listy w 1991 r. W 2001 r. ponownie zostało umieszczone na liście JCR z IF = 0,587. Wartość ta wzrosła do 3,2 w 2019 r. Jest indeksowane na liście czasopism naukowych MNiSW, gdzie ma przypisane 70 punktów. Około połowa publikowanych artykułów to prace przeglądowe. Dane z września 2020 na temat cytowalności publikacji są następujące: 70 prac było cytowanych przynajmniej 50 razy, wśród nich 20 prac miało przynajmniej 100 cytowań; najwięcej cytowań uzyskała praca przeglądowa Yi-Wei Zhang et al. z roku 2009 pt. “Cardiomyocyte death in doxorubicin-induced cardiotoxicity”, która była cytowana ponad 230 razy.

## Redakcja
Andrzej Górski (redaktor naczelny), Hubert Krotkiewski, Michał Zimecki.

### Rada redakcyjna
Skład Advisory Board (2020–2022):
Katarzyna Bogunia-Kubik (Polska), Timo Burster (Kazachstan), Marcin Czerwiński (Polska), David Escors (Hiszpania), Michel Goldman (Belgia), Tsuneya Ikezu (USA), Paweł Kisielow (Polska), Aleksandra Klimczak (Polska), Marian Klinger (Polska), Marian Kruzel (USA), Jerzy Kupiec-Węgliński (USA), Marek Łos (Szwecja), Janusz Marcinkiewicz (Polska), Janusz Rak (Kanada), Maria Siemionow (USA), Hans-Dieter Volk (Niemcy), Mariusz Wąsik (USA), Lei Wei (USA), Jan Żeromski (Polska).